# Влощовский уезд
Влощовский уезд — административная единица в составе Келецкой губернии Российской империи, существовавшая c 1837 года по 1919 год. Административный центр — посад Влощова.

## История
Уезд образован в 1837 году в составе Краковской губерний, в 1842 году губерния была переименована в Келецкую. С 1844 года — в составе Радомской губернии, с 1867 года — в восстановленной Келецкой губернии. В 1919 году преобразован в Влощовский повят Келецкого воеводства Польши.

## Население
По переписи 1897 года население уезда составляло 74 437 человек, в том числе в посаде Влощова — 3724 жит.

### Национальный состав
Национальный состав по переписи 1897 года:
- поляки — 66 325 чел. (89,1 %),
- евреи — 7424 чел. (10,0 %),

## Административное деление
В 1913 году в состав уезда входило 14 гмин: 
| - Влощова — пос. Влощова, - Иржондзе — с. Иржондзе, - Ключеско — с. Ключеско, - Красоцин — с. Красоцин, - Куржелев — пос. Куржелев, - Лелев — пос. Лелев, - Москаржов — д. Москаржов, | - Олешно — с. Олешно, - Радков — д. Радков, - Рокитно — с. Рокитно, - Сецемин — пос. Сецемин, - Слупя — с. Слупя, - Хржонстов — с. Хржонстов, - Щекоцины — пос. Щекоцины, |